# مقاطعة طرقبة وشانديز
مقاطعة طرقبة وشانديز (بالفارسية: شهرستان طرقبه وشانديز) هي إحدى مقاطعات محافظة خراسان رضوي في إيران. مركز المحافظة هو مدينة شانديز. واسم المقاطعة يشير إلى طرقبة وشانديز، وهي البلدتان التي تشكل هذه المقاطعة.
1. 1 2 3  "نتایج سرشماری جمعیت به تفکیک تقسیمات کشوری سال 1395" (بالفارسية).